# Mauricio Ortega
Mauricio Ortega, född 4 augusti 1994, är en friidrottare från Colombia. Han deltog vid olympiska sommarspelen 2016, olympiska sommarspelen 2020 och olympiska sommarspelen 2024.